# Juande Ramos

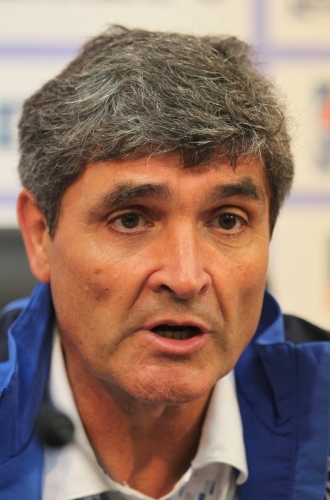
Juande Ramos

Juan de la Cruz Ramos Cano, mest känd som Juande Ramos, född 25 september 1954 i Pedro Muñoz, Ciudad Real, är en spansk före detta fotbollsspelare och tränare. Ramos var mellan december 2008 och juni 2009 tränare för Real Madrid. Han har även tränat Sevilla FC och Tottenham Hotspur. Han har vunnit UEFA-cupen två gånger. I september 2009 tog han över positionen som tränare för CSKA Moskva efter att Zico fått sparken, innan han 2010 blev tränare i ukrainska Dnipro Dnipropetrovsk.